# Șabran
Șabran (în azeră Şabran) este un oraș din Azerbaidjan.